# Ichthus
Pour l’article homonyme, voir Ichtus (homonymie).
Pour l’article ayant un titre homophone, voir Ictus (homonymie).

Ichthus ou Ichtys (du grec ancien ἰχθύς / ichthús, « poisson ») est l'un des symboles majeurs qu'utilisaient les premiers chrétiens en signe de reconnaissance. Il représente le Sauveur durant les débuts de l’Église primitive. En grec, le mot ἸΧΘΥΣ / ichthus est formé des lettres initiales des mots « Ἰησοῦς Χριστὸς Θεοῦ Υἱός, Σωτήρ / Iēsoûs Khristòs Theoû Huiòs Sōtḗr », soit « Jésus-Christ, Fils de Dieu, [notre] Sauveur ». Désormais, il reste un symbole stylisé en forme de poisson formé de deux arcs de cercle, ainsi qu'un acronyme.

## Origines
En dessinant sur le sol, Jésus enseigne que l'être humain est le médiateur entre le monde physique représenté par un cercle et le monde spirituel représenté par l'autre cercle. La partie médiane appelée vesica piscis appartient aux deux cercles. Les chrétiens définissent Jésus lui-même comme le médiateur entre Dieu et l'humanité.
Le poisson est un symbole récurrent dans le Nouveau Testament au même titre que le pêcheur : multiplication des pains et des poissons par Jésus, la pêche miraculeuse, la pièce dans la bouche d'un poisson pêché par Pierre selon l'indication de Jésus, le poisson grillé mangé par Jésus après sa Résurrection,.
Les premiers chrétiens persécutés par les autorités romaines l'utilisaient comme code secret pour se reconnaître entre eux. Le signe du poisson (tourné vers la droite ou la gauche) fleurissait notamment en graffitis sur les murs de Rome avant Pâques, en guise de discrètes flèches pour indiquer aux chrétiens de passage le chemin des cryptes où aurait lieu l'office pascal.
Pour Clément d'Alexandrie, dans son ouvrage appelé le Pédagogue, les plus anciens symboles de distinction des chrétiens sont une colombe, pour la colombe de l’arche et le Saint-Esprit, un navire pour l’Église (universelle), une ancre pour l’espérance, et un poisson pour Jésus-Christ, car le mot grec Ichthus contient toutes les premières lettres des noms qui lui sont donnés dans les Écritures.
Ce symbole est le signe de la Résurrection, ensuite celui de l'eau du baptême et de tous les chrétiens baptisés dans la piscina ou le baptistère, symbole de la vie dans l'Ancien et le Nouveau Testament, donc des vivants (Stèle de Licinia, poisson des vivants Ichthus zwntwn).

## Un acrostiche: le Nom de Jésus

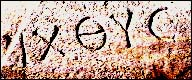
Acronyme Ichthus.

Le poisson représente l'eau du baptême. Par ailleurs, le mot forme, en grec ancien (langue véhiculaire davantage parlée dans l'Empire romain que le latin), un jeu de mots puisque c'est aussi l'acrostiche du nom attribué à Jésus sur laquelle repose la foi chrétienne (Première épître de Jean, 3:23 : « Croire que Jésus est le Christ c'est-à-dire le Messie attendu des Juifs », Première épître de Pierre : « Tout repose sur le Nom de Jésus »).

« Ajoutez à cela que, si l’on joint les premières lettres de ces cinq mots grecs que nous avons dit signifier Jésus-Christ, Fils de Dieu, Sauveur, on trouvera Ichthus, qui veut dire en grec poisson, nom mystique du Sauveur, parce que lui seul a pu demeurer vivant, c’est-à-dire exempt de péché, au milieu des abîmes de notre mortalité, semblables aux profondeurs de la mer. »

— Saint Augustin, La Cité de Dieu, XVIII, 23
- I (I, Iota) : Ἰησοῦς / Iêsoûs (« Jésus »)
- Χ (KH, Khi) : Χριστὸς / Khristòs (« Christ »)
- Θ (TH, Thêta) : Θεοῦ / Theoû (« de Dieu »)
- Υ (U, Upsilon) : Υἱὸς / Huiòs (« fils »)
- Σ (S, Sigma) : Σωτήρ / Sôtếr (« sauveur »)

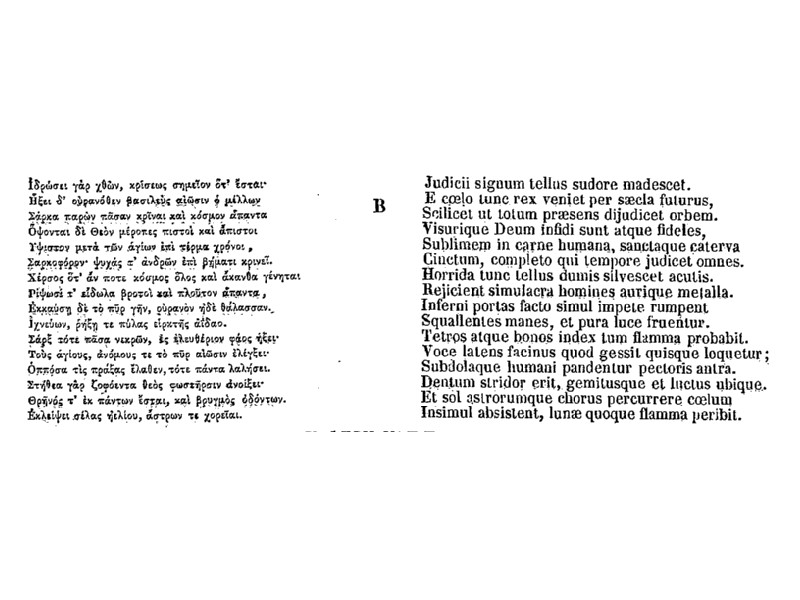
Est autem acrostichis ejusmodi : JESUS CHRISTUS, DEI FILIUS, SERVATOR, CRUX. Versus aulem ii sunt (poème de Constantin dans Oratio Sanctorum Coetus).
La reconnaissance par Constantin du christianisme sortit de la clandestinité son art et ses symboles.

Ce qui est traduisible par « Jésus-Christ fils de Dieu, sauveur ». Pour certains, il représente en même temps l'Eucharistie, c'est-à-dire le Corps, le Sang, l'Âme et la Divinité de Jésus-Christ. Les pains et les poissons sont la manne du Christ unissant les fidèles dans la communion sacramentelle. Ce symbole est encore souvent employé de nos jours.
- Cet acrostiche est cité par l'Empereur Constantin dans l’Oratio Sanctorum Coetus ainsi qu'un poème dont chaque initiale en grec forme le mot Jésus Christ Sauveur[6].

- On le trouve deux fois sous cette forme d'acrostiche dans l'épitaphe d'Abercius d'Hiérapolis et dans l'épitaphe de Postumius (marbre dit d'Eutérion)[7]. Le mot ΙΧΘΥΣ s'y trouve écrit deux fois, horizontalement en tête du titulus, et verticalement en tête des cinq lignes dont il se compose. Une sixième lettre est ajoutée, c'est un N qui s’interpréterait soit par, Nika = vince une acclamation de victoire au Fils de Dieu Sauveur ! Vainqueur ou bien cela peut signifier noster, comme s'il disait « notre poisson » ; c'est-à-dire, « le Christ notre poisson ».

I POSTVMIVS EVTHERION. FIDELIS. QVI GRATIA
 X  SANCTA CONSET.VTVS PRIDIE NATALI SVO SEROTINA
Θ  HORA REDUIT DEBITVM VITE SVB QVI VIXIT
 U  ANNIS SEX ET DEPOSITVS. QVINTO IDVS IVUAS DIE
 C  JOVIS QVO ET NATVS EST CVIVS ANIMA.
 N  CVM SANCTOS IN PACE FILIO BENEMERENTI
POSTVMl FELICISSIMVS ET LVTKENIA ET FESTA A VIA IPSEIVS

« Le poisson. Postumius Eutherion, fidèle qui, obtenu par une grâce sainte la veille de sa naissance, le soir rend la dette de sa vie, qui a vécu six ans, et inhumé le cinquième des ides de juillet, le jour de Jupiter (jeudi) où il est né ; dont l'âme est avec les saints dans la paix. À ce digne fils Postumus Felicissimus et Lutkenia et Festa son aïeule. »

- Parfois un poisson vertical à côté de l'inscription remplace l'acrostiche (acrostiche de Caîus Anchosius, cat. de Saint Sébastien).

Ce nom grec, ainsi que le poisson, étaient les deux signes que les chrétiens représentaient partout : sur les épitaphes, les mosaïques, les peintures, les anneaux, les coupes et les patères de verre, les sceaux, etc. Sur l'origine de cet acrostiche, il y avait deux opinions différentes : l'une est que les chrétiens ont ainsi appelé le Christ, pour en dissimuler le nom aux empereurs païens, qui leur avaient interdit le culte du Christ ; mais d'autres ont pensé que ce nom ΙΧΘΥΣ était tiré des vers de la sibylle Érythrée, et aux livres sibyllins ; car les vers sibyllins, présentaient les lettres initiales disposées de manière que l'ordre des éléments faisait lire : Ιησους Χριστός Υιος θεου Σωτηρ. Ce mot transposé des Grecs chez les Latins, pour les chrétiens du premier siècle, tenait sur les inscriptions la place du mot de Christ ; et sur les pierres latines il était écrit en grec : ainsi la pierre de Postumius et celle d'Abercius. Il offrait un acrostiche résultant de la position du mot et des lettres qui le composent. La seconde théorie se fondait sur un texte attribué (de manière incertaine) à Prosper d'Aquitaine, Le livre des Promesses et Prédications, donc daté du milieu du Ve siècle :

« Car ce mot ΙΧΘΥΣ, en latin, piscis (poisson), nos ancêtres l'ont interprété par de saintes lettres, d'après les vers sibyllins, comme signifiant Jésus-Christ, fils de Dieu, Sauveur. Poisson consommé par sa passion, et par les remèdes intérieurs duquel nous sommes tous les jours éclairés et nourris. »

— Prosper d'Aquitaine

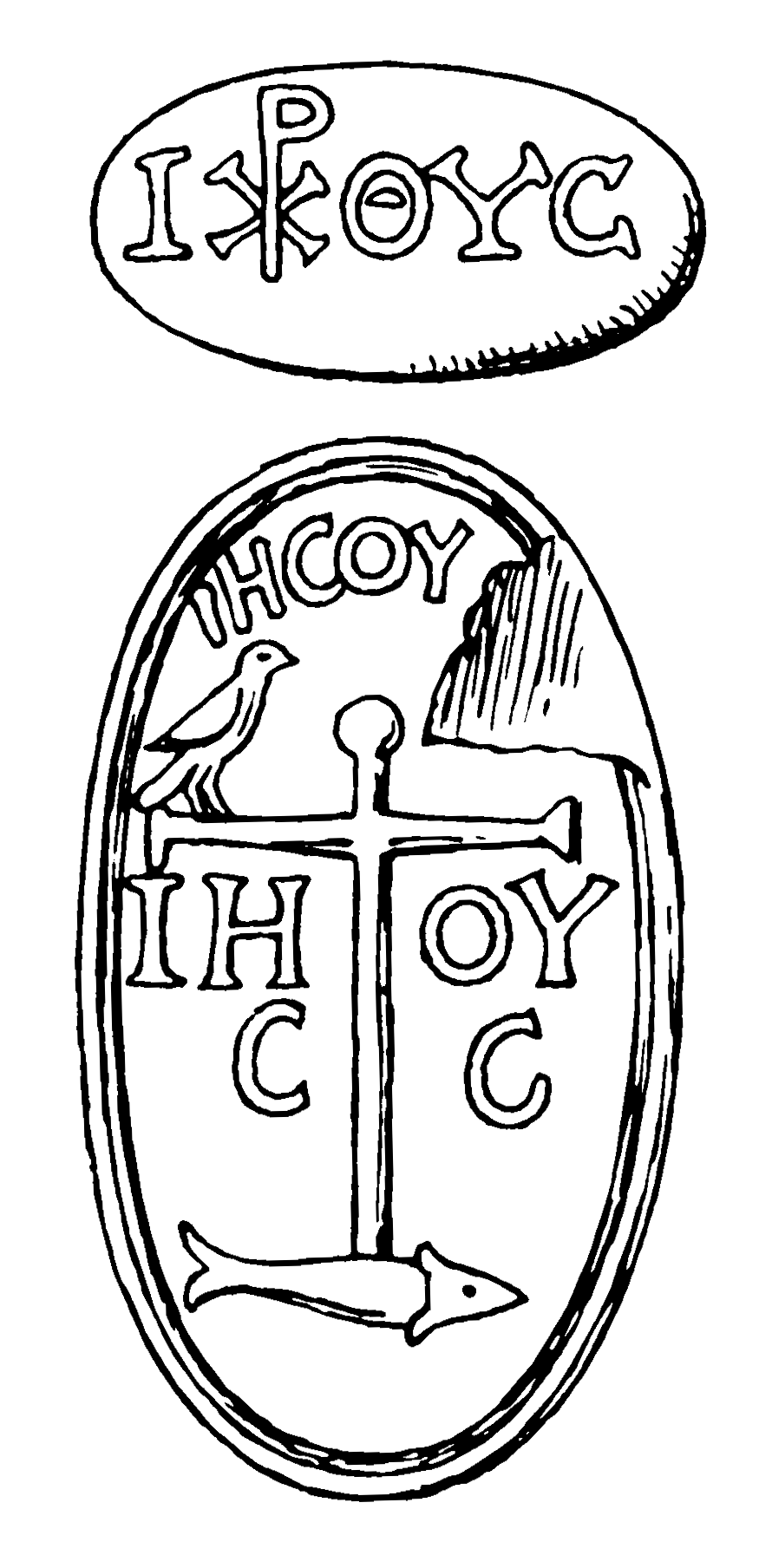

En fait cet acrostiche est à la fois grec et hébreu dans la mesure où le mot Jésus signifie en hébreu Sauveur. Jésus vient de l'hébreu Yeshouah (Josué) mot lui-même composé de Yaweh-Dieu et du mot Sauveur : Jésus, en grec Ιησους / Ièsous, vient de Yehoshua (hébreu : יהושע) qui signifie : Dieu sauve.

La fin de l'Évangile de Saint Jean (Jean:20) propose cette signification de ce que la foi dans le Christ est source de vie comme le poisson abondant en est le signe (Ézéchiel) « Mais ces choses ont été écrites afin que vous croyiez que Jésus est le Christ, le Fils de Dieu, et qu’en croyant vous ayez la vie en son nom ». Ceci est suivi dans le chapitre (21) de l'épisode de la pêche miraculeuse et du poisson grillé sur le rivage, que les premiers chrétiens ont assimilé au Christ : 

« Piscus assus est Christus. »

### Sceau et numismatique
On retrouve cet acrostiche sur les épitaphes, gravé sur de la pierre, mais aussi sur des pierres précieuses, des gemmes, des bagues, améthyste, jaspe ou agate, et comme sceau ainsi que le préconise Clément.
En 1898, Robert Mowat propose une hypothèse fondée sur la numismatique, remarquant que l'expression Ichthus : « Jésus-Christ/ Fils de Dieu/ Sauveur » reprend la forme tripartite romaine de l'expression du nom d'une personne : prénom et nom (filiation paternelle), surnom ou fonction « Marcus/Tullius/Cicero ». Ainsi en numismatique : « César /fils du divin Vespasien Domitien / Consul pour la septième fois. ». Cela peut évoquer tant le statère trouvé dans le poisson par saint Pierre que le denier rendu à César…. afin de rendre à Dieu ce qui lui appartient.

### Citations
- Tertullien : Le baptême, c'est pour Tertullien l'eau de la vie, celle hors de laquelle un chrétien ne saurait vivre : « Nous, petits poissons, qui tenons notre nom de notre ΙΧΘΥΣ Jésus-Christ, nous naissons dans l'eau et ce n'est qu'en demeurant en elle que nous sommes sauvés. (…) Le meilleur moyen de faire mourir ces petits poissons : les sortir de l'eau »[10]. « Le chrétien est comparable à un petit poisson à l'image du Christ Lui-même ».
- Julius Africanus appelle le Christ « Le grand poisson pris à l'hameçon de Dieu et dont la chair nourrit le monde entier ».
- Saint Augustin évoque le Livre de Tobie : « Ce poisson, qui remontait le fleuve et se livrait à Tobie, c'est le Christ qui par sa passion amère, a mis en fuite Satan et guéri le monde aveugle ». Il écrit dans la Cité de Dieu : « Ichthus, c'est le nom mystique du Christ, parce qu'il est descendu vivant dans l'abîme de cette vie, comme dans la profondeur des eaux… ».

Blason de la ville de Saint-Raphaël, Tobie et l'ange.

- Bède emploie cette expression : « Piscis assus, Christus passus » : le poisson grillé, c'est le Christ. Cette expression est reprise par plusieurs auteurs.
- Prosper d'Aquitaine « Jésus Filiis Dei Salvator, piscis in sua Passione decoctus, cujus ex interioribus remediis quotidie illuminamur et pascimur »
- Optimus (évêque) : « Le Verbe, c'est le poisson qui, par les paroles saintes du Baptême, est attiré dans les eaux, et c'est du poisson (piscis) que le bassin prend le nom de piscine »
- Optat de Milève explique le sens de cet acrostiche au livre III Contre Parmenianum. Il relie l'acrostiche Ichtys au Livre de Tobie, le poisson préfigurant le Christ comme le Livre de Jonas.

« Hic est piscina qui in baptismate per invocationem fontalibus undis vocitetur. Cujus piscis nomen secundum appellationem Graecam, in uno nomine continet, ΙΧΘΥΣ quod est Latinus JESUS-CHRISTUS, DEI FILIUS, SALVATOR. hanc vos piscinam, quae in omni Catholica per totum orbem terrarum, ad vitam generis humani, salutaribus undis exuberat; transduxistis ad voluntatem vestram, et solvistis singulare baptisma, ex quo baptismate hominibus muri facti sunt ad tutelam. »

— Optat de Milève, De Schismate Donatistarum Adversus Parmenianum

## La Bonne Nouvelle
Cet acrostiche reprend les différentes étapes de l'annonce de la rédemption ; elle est destinée au monde entier, à tous les hommes :
- Annonciation : « L'ange lui répondit : Le Saint-Esprit viendra sur toi, et la puissance du Très-Haut te couvrira de son ombre. C'est pourquoi le saint enfant qui naîtra de toi sera appelé Fils de Dieu.» (Luc 1:35.)
- Nativité : « Ne craignez point ; car je vous annonce une bonne nouvelle, qui sera pour tout le peuple le sujet d’une grande joie: c’est qu’aujourd’hui, dans la ville de David, il vous est né un Sauveur, qui est le Christ, le Seigneur. Et voici à quel signe vous le reconnaîtrez: vous trouverez un enfant emmailloté et couché dans une crèche. Et soudain il se joignit à l’ange une multitude de l’armée céleste, louant Dieu et disant: Gloire à Dieu dans les lieux très hauts, Et paix sur la terre parmi les hommes qu’il agrée! ». (Luc 2:1-14.)

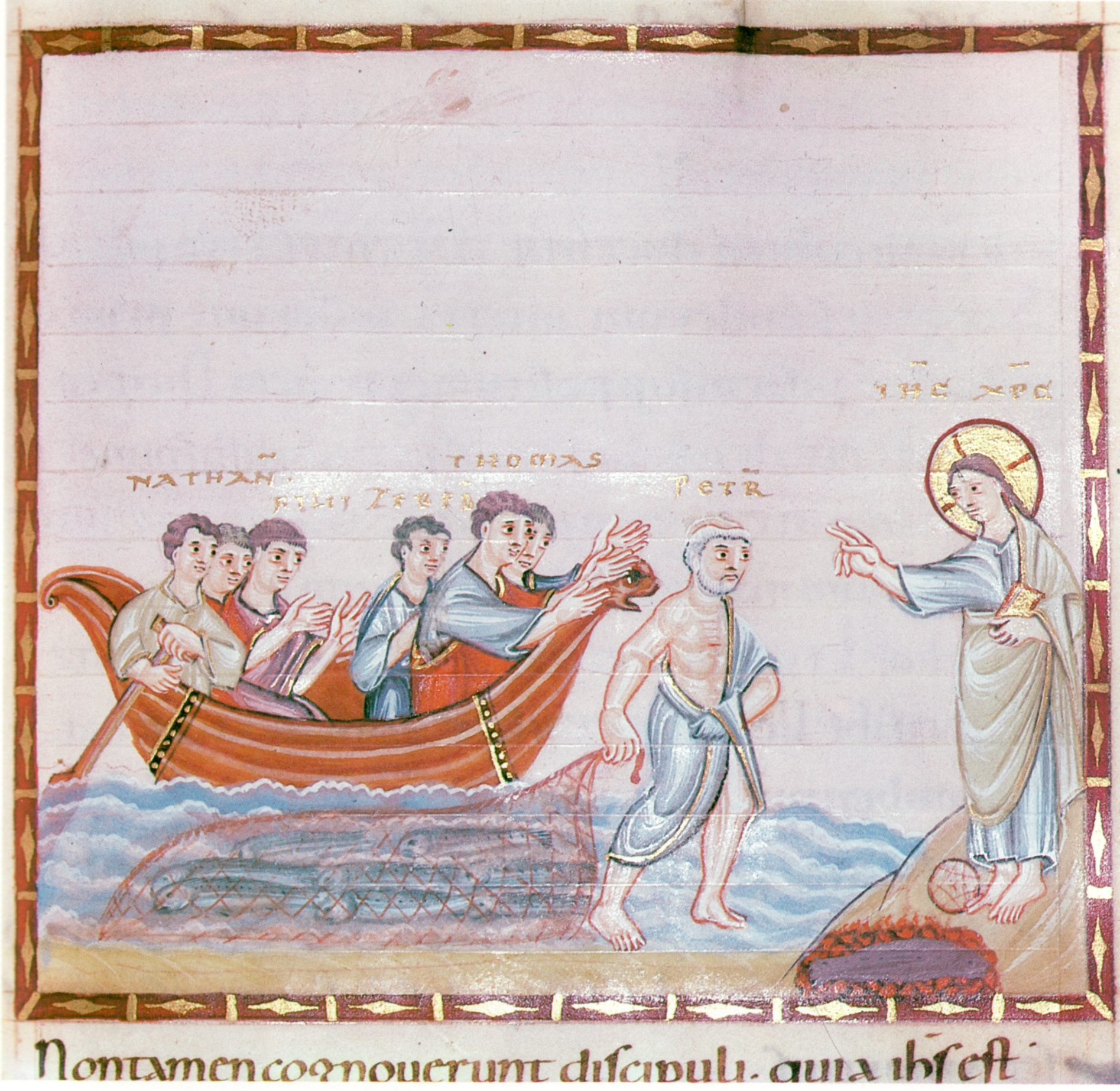
Codex Egberti.

- Prédication « Il leur dit : Suivez-moi, et je vous ferai pêcheurs d'hommes » (Matthieu:4-19)
- Passion : « Le centenier et ceux qui étaient avec lui pour garder Jésus, ayant vu le tremblement de terre et ce qui venait d'arriver, furent saisis d'une grande frayeur, et dirent : Assurément, cet homme était Fils de Dieu. » (Matthieu:27-54)
- Résurrection : Il leur dit: «Jetez le filet du côté droit de la barque et vous trouverez.» Ils le jetèrent donc et ils ne parvinrent plus à le retirer, tant il y avait de poissons. Alors le disciple que Jésus aimait dit à Pierre: «C'est le Seigneur!» Dès qu'il eut entendu que c'était le Seigneur, Simon Pierre remit son vêtement et sa ceinture, car il s’était déshabillé, et se jeta dans le lac. Les autres disciples vinrent avec la barque en tirant le filet plein de poissons, car ils n'étaient pas loin de la rive, à une centaine de mètres. Lorsqu'ils furent descendus à terre, ils virent là un feu de braises avec du poisson dessus et du pain. Jésus leur dit: «Apportez quelques-uns des poissons que vous venez de prendre.» Simon Pierre monta dans la barque et tira le filet plein de 153 gros poissons à terre; malgré leur grand nombre, le filet ne se déchira pas. Jésus leur dit: «Venez manger!» Aucun des disciples n'osait lui demander: «Qui es-tu?» car ils savaient que c'était le Seigneur. Jésus s'approcha, prit le pain et leur en donna; il fit de même avec le poisson.» (Jean:21).

## Symbole évangélique

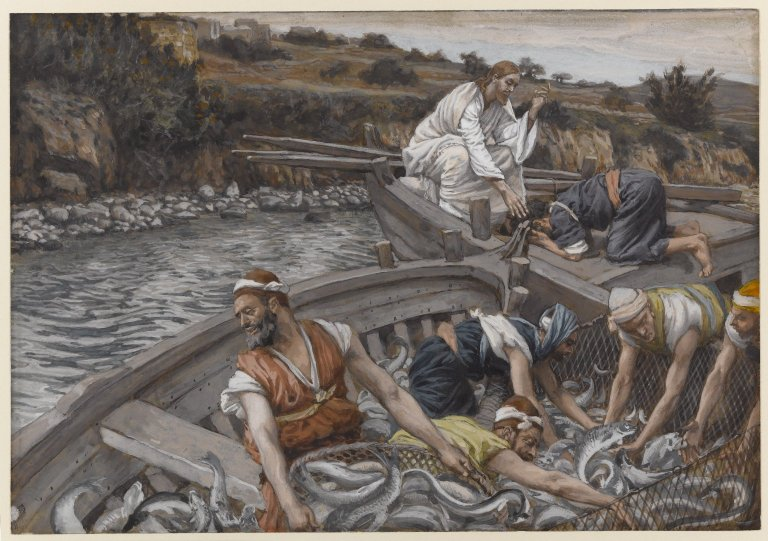
James Tissot, musée de Brooklyn, La Pêche miraculeuse.

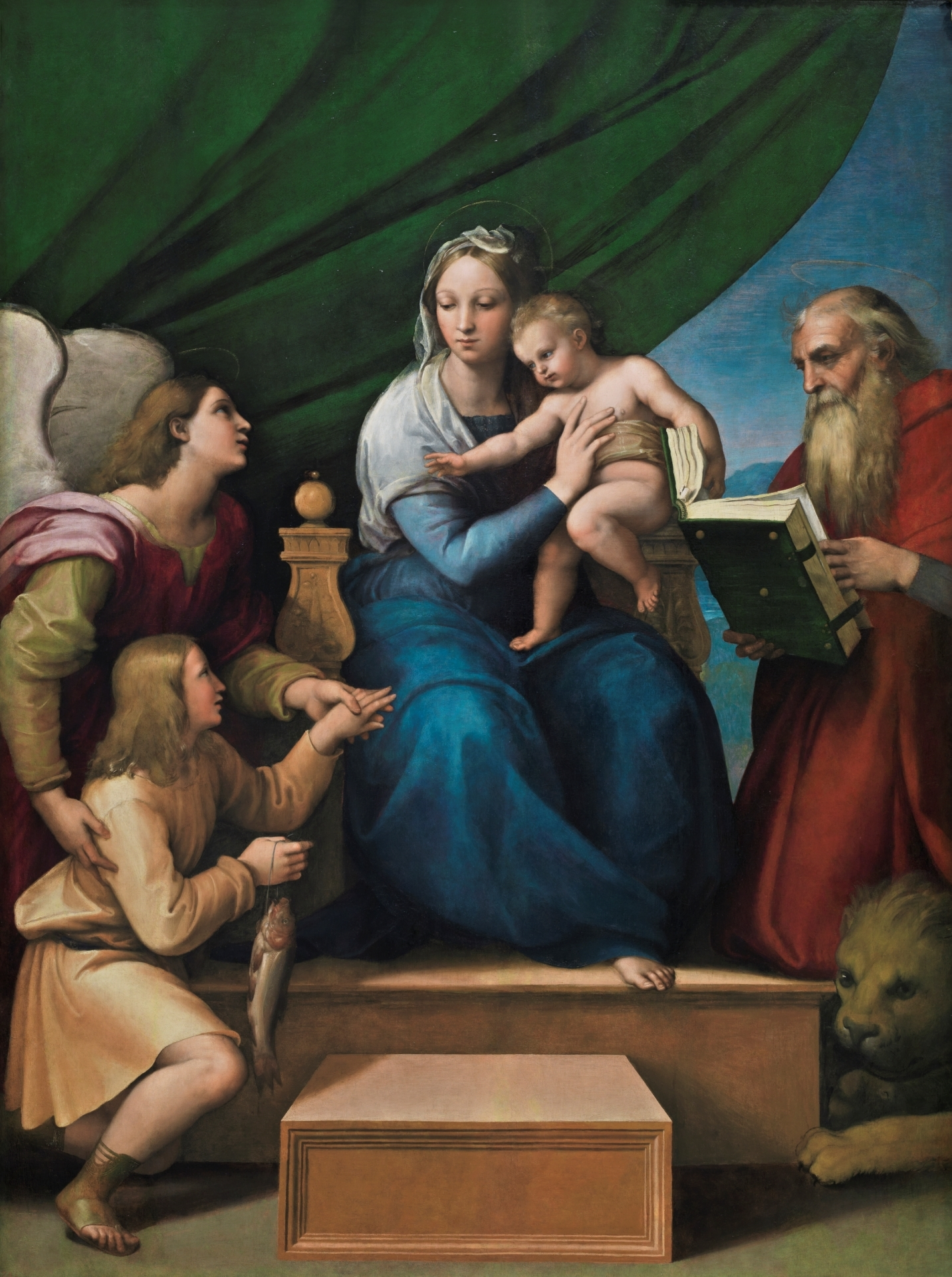
La Vierge au poisson de Raphaël.

Le thème de la pêche et du poisson est constant dans l'évangile, depuis le début (appel des quatre premiers disciples pêcheurs reprisant les filets de leur père) à la fin des évangiles lors de l'épisode de la Résurrection du Christ et de la pêche miraculeuse. Le poisson symbolise aussi l'homme : Simon-Pierre, la pierre angulaire de l'église, sera un « pêcheur d'hommes ». Ce thème de la pêche se retrouve sur les mosaïques chrétiennes du pavement de la basilique d'Aquilée ou païenne de la Piazza Armerina. Ce signe contenant le nom du Christ était le résumé de ce sur quoi le christianisme, la nouvelle religion, serait fondé, plus que celui du phénix : tout reposera sur le nom du Sauveur Jésus-Christ et il n'en aura pas d'autre qui puisse sauver (Première épître de Jean). Jésus signifie Sauveur en hébreu et c'est l'alpha et l'oméga de l'acrostiche qui finit comme il a commencé (ce qui évoque la figure géométrique parfaite du cercle ou du triangle tripartite, autre symbole de Dieu). Le mode sacrificiel de l'holocauste étant achevé avec le sacrifice de Jésus sur la Croix, le grand poisson des vivants, désormais le repas de poisson, l'agape, remplace celui des viandes immolées à Dieu, aussi ne voit on pas Jésus attablé à un festin de viande grillée mais de poisson grillé. L'Ichthus était en quelque sorte le nouveau nom de Dieu comme le fut pendant des siècles le tétragramme hébreu imprononçable d'un Dieu alors immatériel, et redoutable, mais infini, sinon par le grand prêtre : Yaweh ; codé il était secret, mais chacun pouvait le prononcer, et il était matérialisable dans la chair du poisson, symbole de l'incarnation et de la communion, aliment divin qu'on pouvait manger, multiplié à l'infini.

## Symbole du baptême

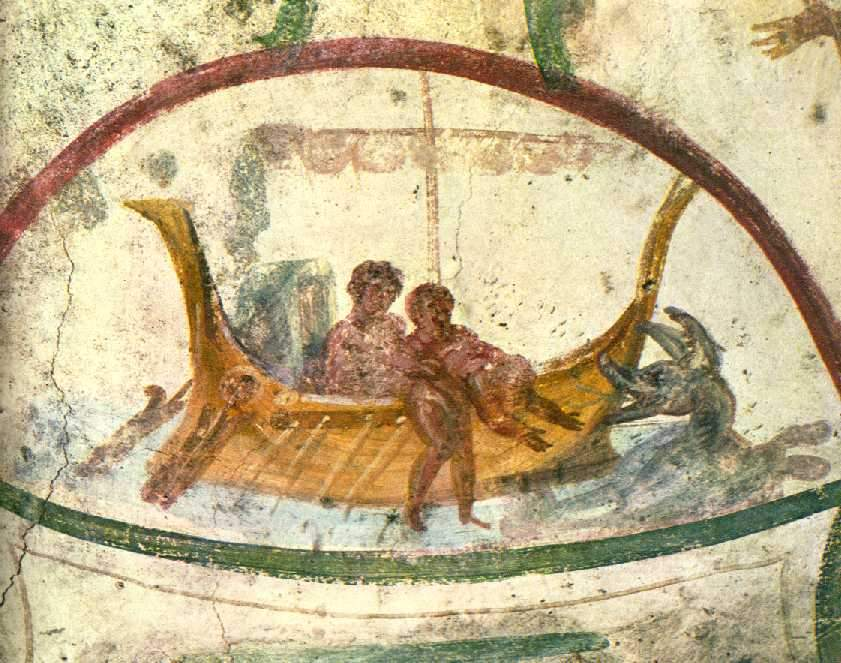
Jonas jeté à la mer.

Le poisson, Ichthus en grec, est un symbole chrétien à double sens. Il signifie le Christ et la vie en abondance promise aux chrétiens mais aussi le chrétien romain lui-même : les chrétiens étaient appelés les pisci : les poissons, les vivants.
Les premiers chrétiens persécutés par les autorités romaines l'utilisaient comme code secret pour se reconnaître entre eux. Clément d'Alexandrie, dans son ouvrage appelé le Pédagogue, pour les catéchumènes, met le poisson au nombre des symboles que les chrétiens sont autorisés à porter sur leurs anneaux (sceaux, lampes) : « les signes qui doivent distinguer le chrétien sont une colombe, un poisson, une nacelle portée à pleine voile vers le ciel (…)».
Alpha et Oméga des chrétiens : On le trouve sur une mosaïque du pavement de la basilique d'Aquilée et, des lampes (lumière et vie). Mais aussi symbole du début (alpha) et de la fin (oméga) de la vie chrétienne des baptisés : sur les mosaïques des baptistères (piscinae - eau et vie des baptêmes des convertis de l'Église nouvelle, préfigurés par la pêche miraculeuse de Pierre, ou par la guérison des malades de la piscine de Bethesda : Le début de la vie du chrétien) et aussi sur des sarcophages ou dans les catacombes et cimetières de Rome, c'est-à-dire un passage vers une autre vie, et associé à l'Ancre (symbole) de la promesse divine et de l'espérance de la vie éternelle.

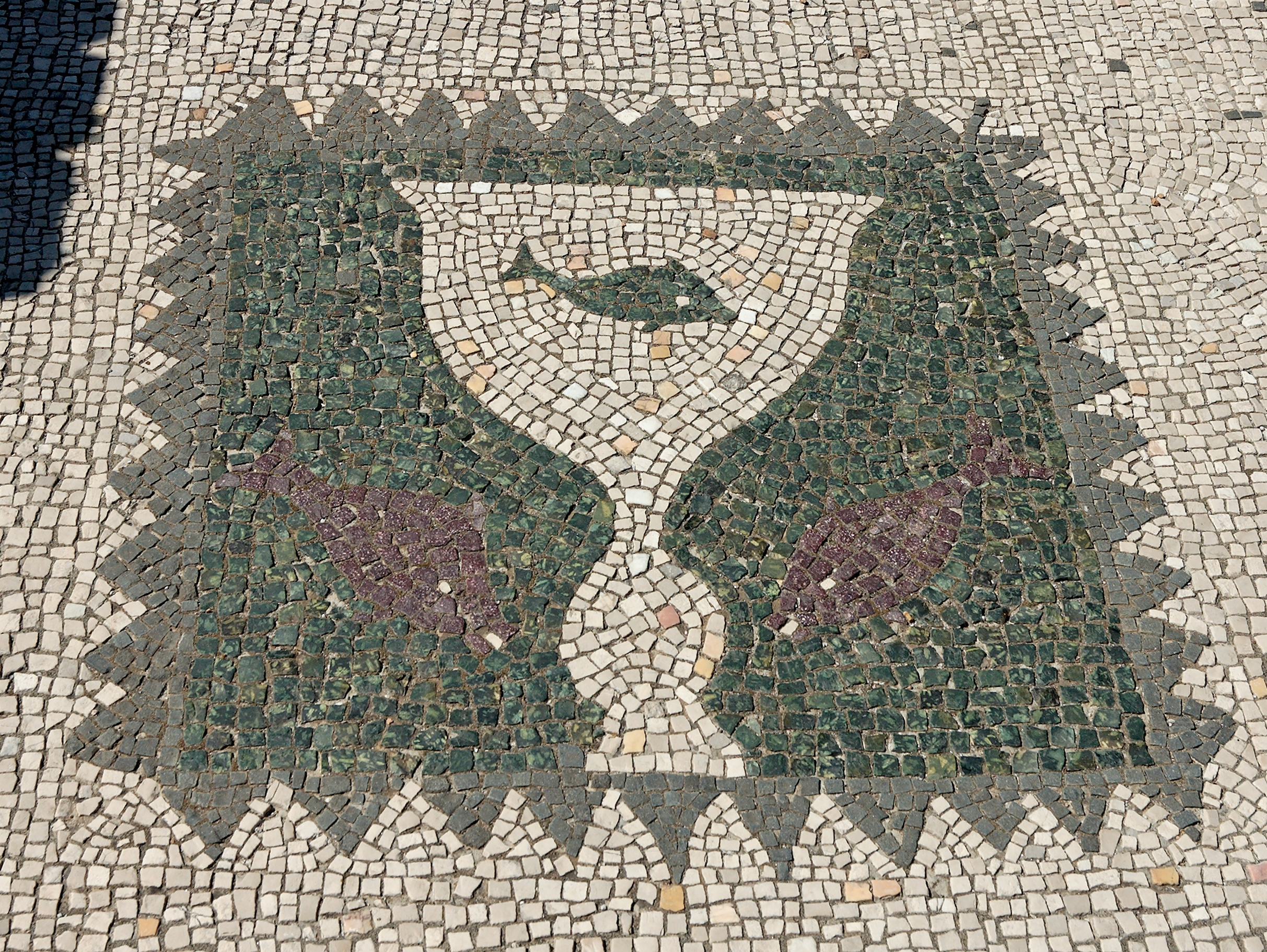
La Maison au Poisson, à Ostie port de Rome.

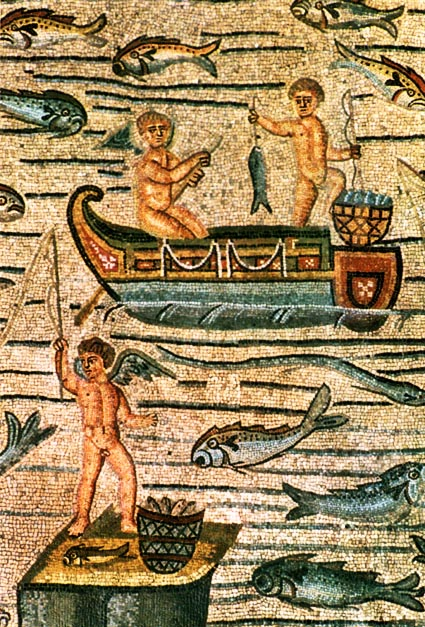
Pavement de la basilique d'Aquilée, pêcheurs.

À Ostie antique, ancien évêché, la « Maison aux poissons» est considérée comme chrétienne à cause de la mosaïque du vestibule, une coupe ou un baptistère renfermant un poisson.
Le poisson est aussi au cœur des agapes, le repas chrétien. Le poisson étant la nourriture des chrétiens et non plus la viande immolée en sacrifice, ceux-ci deviennent eux-mêmes leur nourriture, des poissons. Il symbolise également le sacrement de l'Eucharistie préfigurée par la multiplication des pains et des poissons.
Jésus-Christ et ses apôtres étaient souvent désignés sous le nom de pêcheurs et figurés comme tels, donc on appela « poissons » les hommes gagnés à la foi chrétienne grâce à leur parole. Cette appellation fut sans doute inspirée par les histoires de pêches si fréquentes dans l'Évangile, et particulièrement par la pêche miraculeuse, où le Christ a voulu mettre la réalité à côté de la figure (Luc 5 v.1-11). Monté sur la barque de Pierre, qui était l'image de l'Église chrétienne, son Maître commence par « pêcher les âmes » en annonçant la bonne nouvelle à la foule qui le suivait ; et ensuite, il fait prendre sous ses yeux, par ses apôtres, une quantité énorme de poissons, qui sont la figure des multitudes qu'ils devaient convertir un jour ; il donne exactement la signification de ce miracle, en leur annonçant que désormais Simon (Pierre) sera « pêcheur d'hommes ».

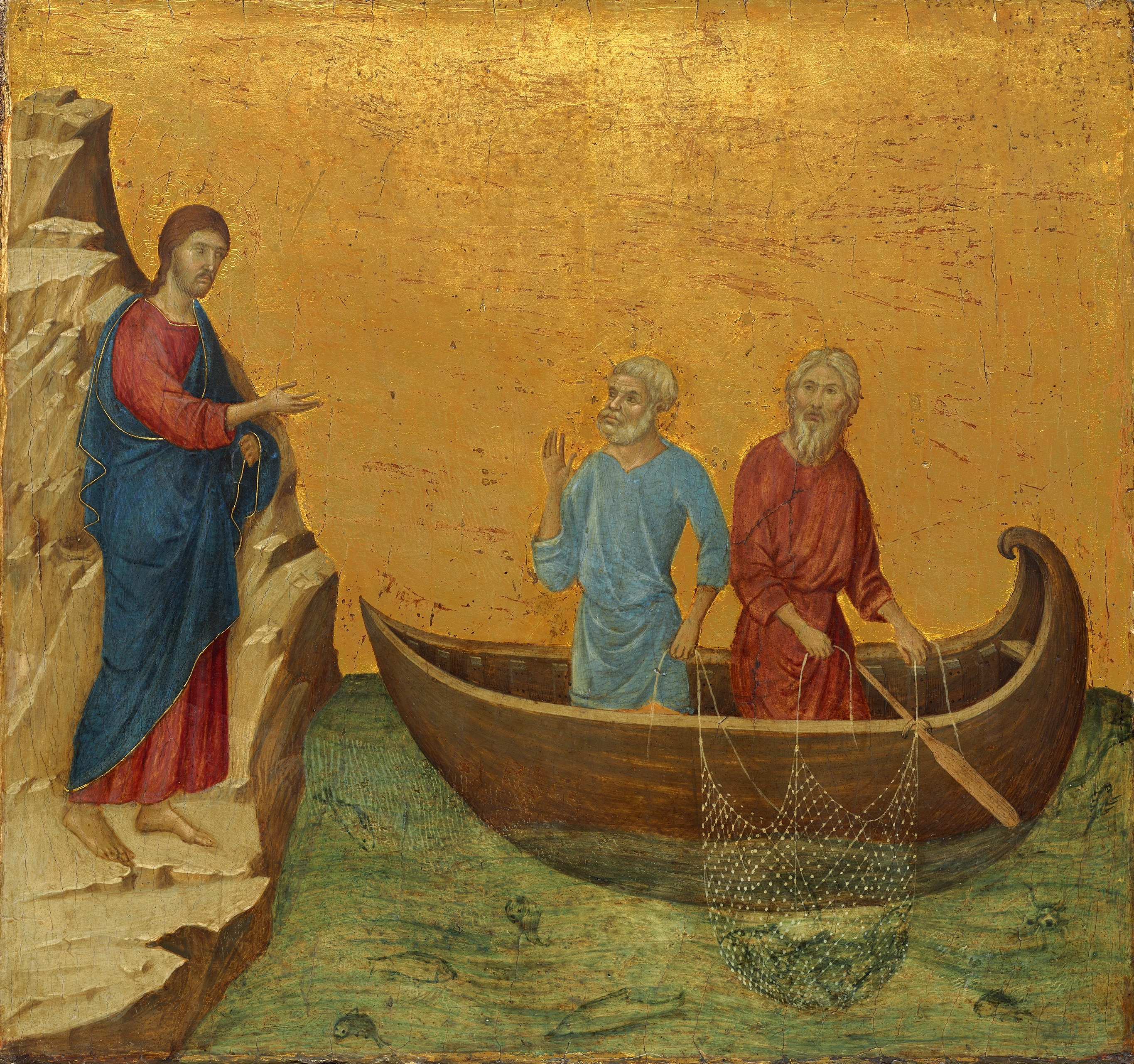
Duccio : Appel des disciples lors du retour de pêche.
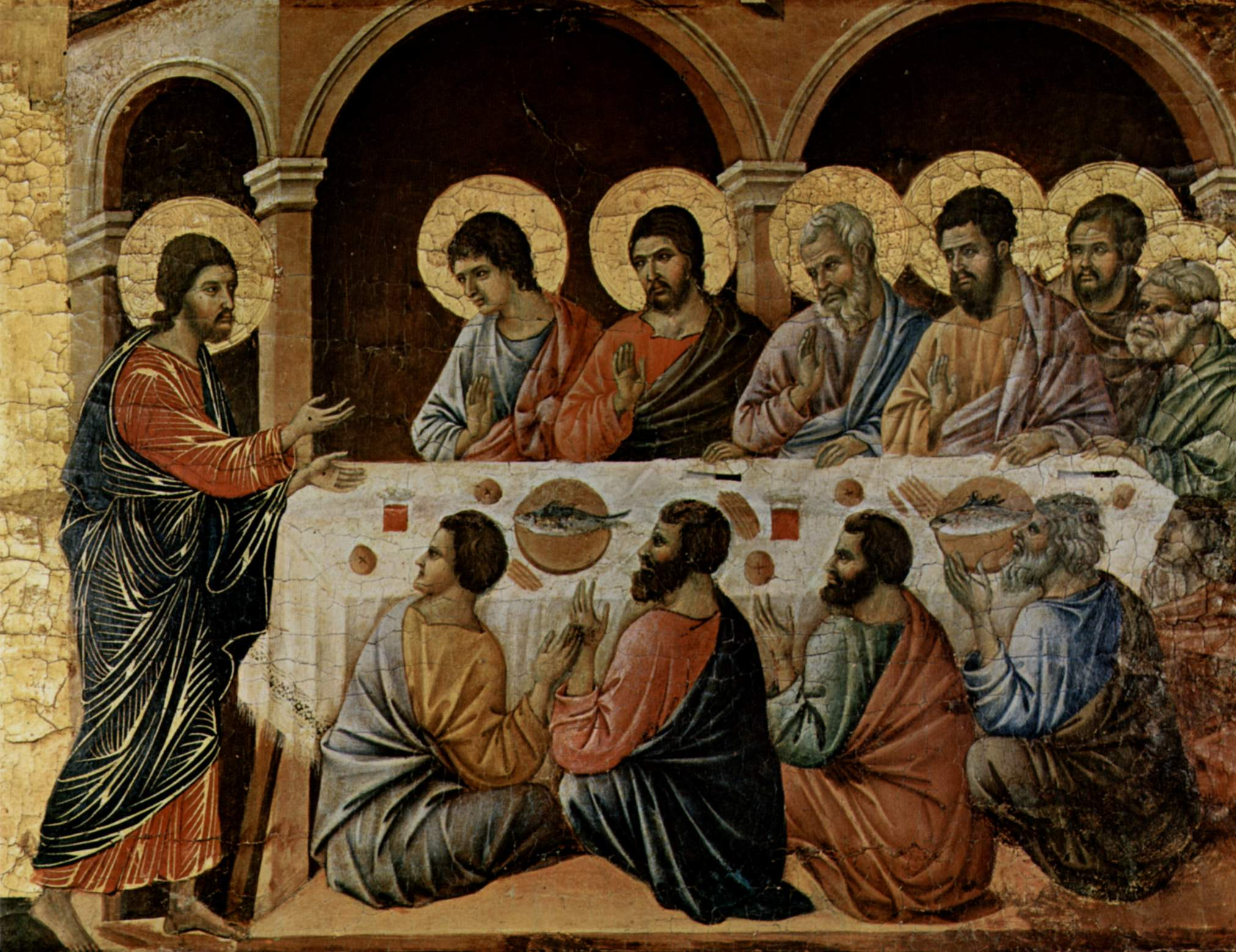
Duccio : Agapes aux poissons.
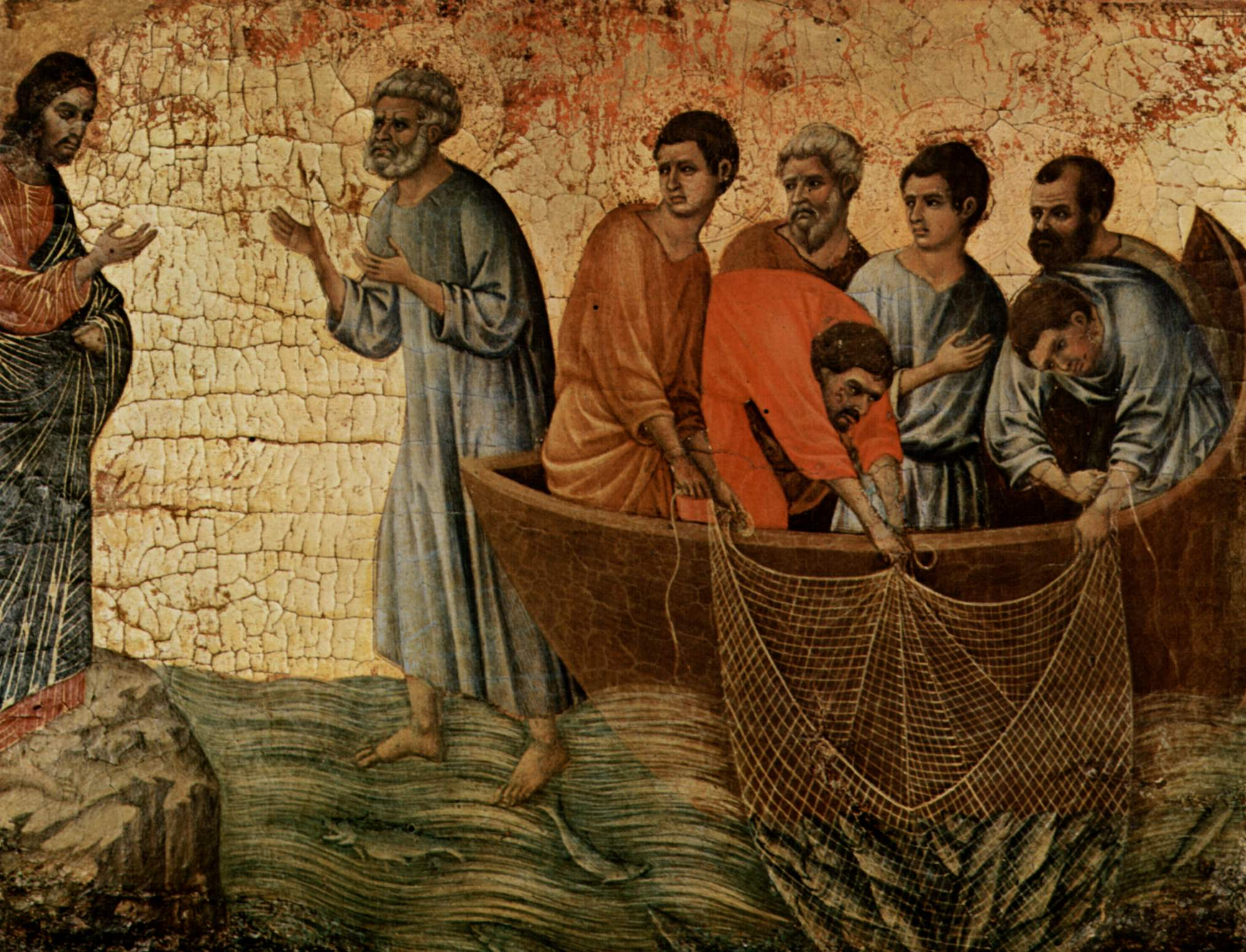
Duccio : Pêche miraculeuse.

Plus tard l'iconographie de Saint Brendan reprendra ces deux symboles de la barque et du poisson, dans une civilisation devenue monachique : l'iconographie des catacombes liant le poisson et le pain eucharistique, saint Brendan célèbre la messe sur l'Ile du Poisson. Ce symbole est cependant abandonné par les chrétiens dès le Ve siècle puis, au Moyen Âge.

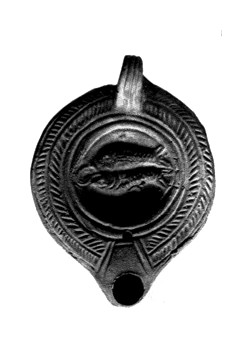
Lampe paléochrétienne de Samos à deux poissons accolés[15].
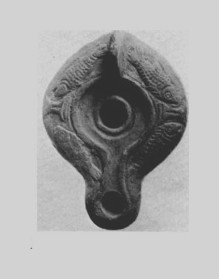
Lampe paléochrétienne de Samos à quatre poissons.
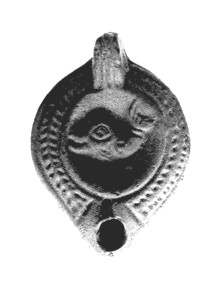
Lampe paléochrétienne de Samos.

## Art paléo-chrétien
Le propre du paléo-christianisme est d'avoir très souvent représenté le symbole de l'ichthus dans les arts, dans les catacombes, ainsi que les lampes qui servaient à les éclairer. Durant cinq siècles environ il demeure le principal symbole du Christianisme naissant.

### Quelques exemples

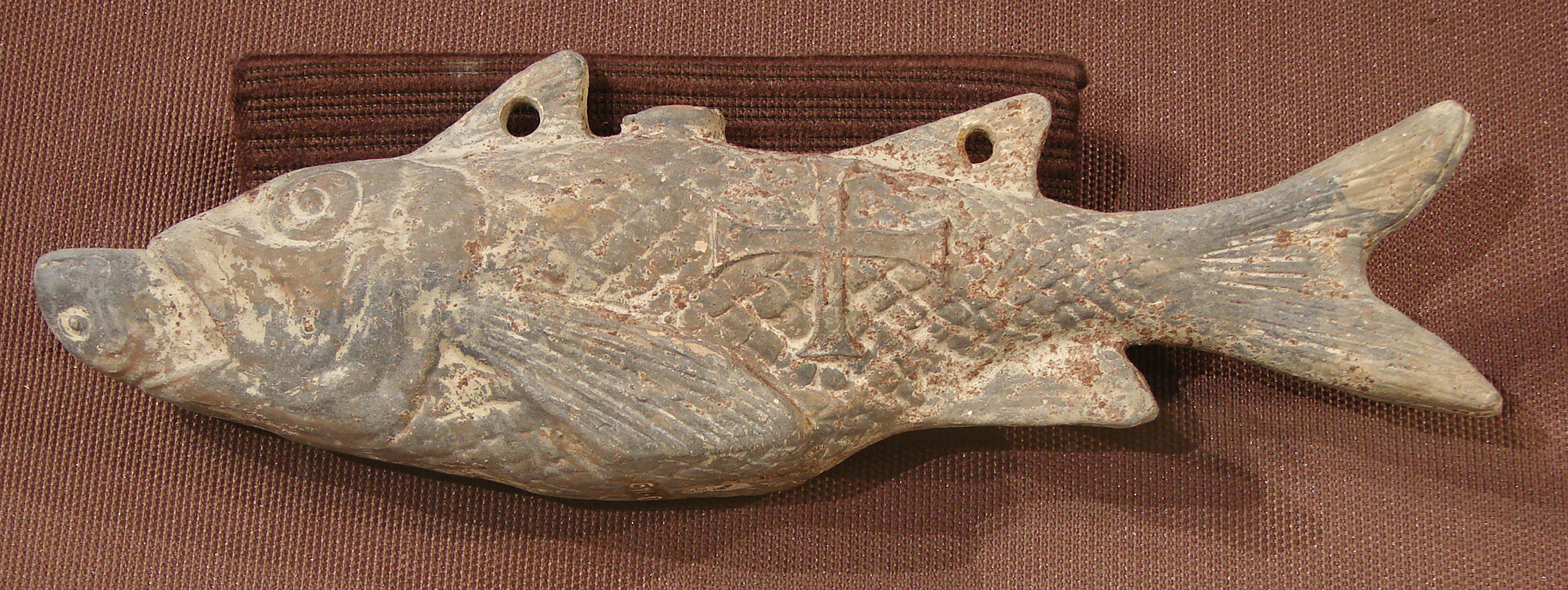
Lampe à huile, figurant un poisson en avalant un autre, antiquité chrétienne tardive. Musée de Laon.

Les poissons sont figurés sur des lampes en terre cuite paléochrétiennes (lampe du Campo Santo tedesco, lampe du musée d'Arles, lampe du musée de Pérouse) ou des mosaïques (pavement d'Aquilée : scène de pêche, mosaïque chrétienne Pax et Concordia de Tipaza, catacombes de Sousse, inscription Ichthus, salus mundi, mosaïque de Saint Apollinaire in Classe), vases, peintures (agapes, catacombes St Callixte, panier, poisson et verre de vin, crypte de Gaudentius, catacombes de SS. Pierre et Marcellin, etc. : le poisson est toujours peint sur la table du la cena, au centre du banquet), bas-relief (poisson copte, musée du Louvre, bas relief avec 2 poissons, Saint-Laurent-hors-les-murs, Rome), épitaphes et sarcophages (sarcophage de Livia Primitiva, musée du Louvre) ou les épitaphes (catacombes de Saint-Sébastien) ; pierre de fermeture de loculi (cimetière Ste Agnès, catacombe de Saint-Calixte, de Sainte-Domitille), sur les murs des catacombes, (catacombes d'Hadrumète), des pierres (pierre de Henchir el Oued, Algérie), ou par des objets (poisson de verre) retrouvé près des catacombes de Saint-Calixte, musée océanographique de Monaco ; poisson d'améthyste, musée de Berlin), etc.

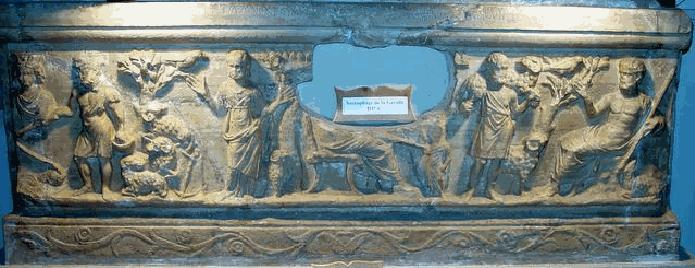
Le sarcophage de la Gayole (IIIe siècle), musée de Brignoles (Var).

Le sarcophage de la Gayole à Brignoles montre un bas-relief qu'on peut traduire comme suit : le pêcheur est à gauche, identique à celui du pavement en mosaïque d'Aquilée (cf. illustration au-dessus), l'ancre au centre et le Bon Pasteur à droite.
Saint Grégoire de Nazianze : le pécheur Jésus est venu, sur l'abîme tempétueux de cette vie, en retirer les hommes comme des poissons, pour les enlever vers le ciel.
La figure de deux poissons accolés existe aussi, autour d'une ancre ou sur le chapiteau d'une colonne dans la basilique de Tébessa.

### Pectorius d'Autun

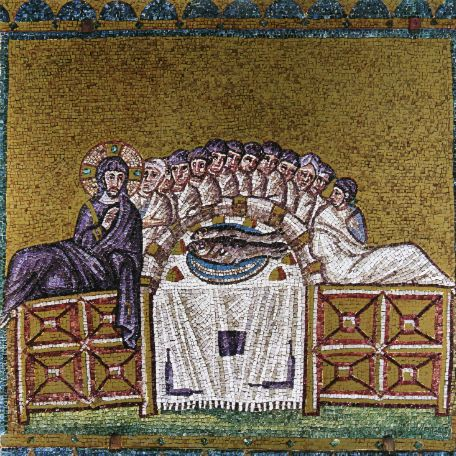
Basilique St Apollinaire, la Cène.

L'épitaphe d'Autun dite épitaphe de Pectorios (fin IIe - début IIIe siècle) découverte fin XIXe siècle et souvent étudiée, désigne le Christ sous le nom d'ichthus acrostiche deux fois gravé sur la pierre : 

« Race divine du céleste Ichthus, qui est venu parmi les mortels faire entendre ses immortelles paroles ! Ami, ensevelis ton âme dans les eaux sacrées, ces eaux éternelles qui donnent la sagesse avec tous ses trésors ! Prends l'Ichthus dans tes mains, mange et bois, rassasie-toi de cette douce nourriture que le Sauveur donne a ses saints. Ô Ichthus, ô maître Sauveur, exauce mes désirs! Que ma mère te contemple dans sa joie, je t'en prie avec elle, ô lumière des mortels ! Ascandius, père bien-aimé de mon cœur; et vous aussi, ma douce mère, souvenez-vous de votre fils Pectorius, qui verse des larmes sur votre tombeau. »

Ainsi que l'épitaphe dite d'Abercius d'Hiérapolis : 

« La foi me guidait et me procurait en tout lieu pour nourriture un poisson très grand et très pur, recueilli à la source par une vierge sans tache, et c'est ce qu'elle sert constamment à la table des amis, elle a un vin excellent qu'elle verse (coupé d'eau ?) pour accompagner le pain. »

Le poisson, seul ou double, peut donc désigner le chrétien (piscus) soit le Christ, soit la pêche symbolique (Saint Pierre « pêcheur d'hommes »), soit la pêche miraculeuse, soit la nourriture sur la table (Agapes), ou encore la multiplication des pains et des poissons (Ravenne Mosaïque st Apollinaire Nuovo, Tabgah), enfin l'eucharistie : « tu tiens l'ichthus dans la paume de ta main » (épitaphe et poème d'Abercius) enfin il est souvent associé à l'ancre (épitaphe de Licinia Rome ICHTHUC ZWNTWN, Poisson des vivants).

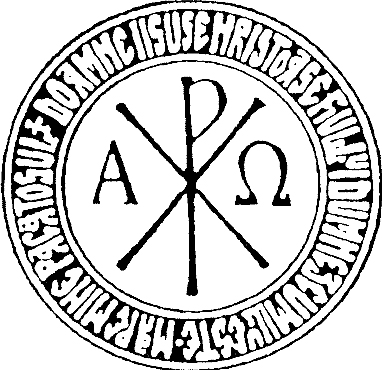
Prière de Jésus dans un christogramme en roumain.

## La Prière du cœur
En Grèce et en Orient, le symbole du poisson est inexistant, mais la prière du cœur, aussi appelée prière de Jésus reprend dans sa forme grecque l'acrostiche Ichthus et lui donne tout son sens : « Seigneur, Jésus-Christ, Fils de Dieu, aie pitié de moi, pécheur » « Jésus, sauve-moi… Jésus-Christ, aie pitié, sauve… Jésus, sauve-moi… Jésus, mon Dieu »
L'Église de Rome, celle des martyrs de Néron, put ainsi adopter le symbole du poisson jusqu'au IVe siècle en ces cinq lettres grecques et l'Orient développer le thème de la prière. L'Ichthus est donc le ciment de l'unité des églises chrétiennes.

## Galerie

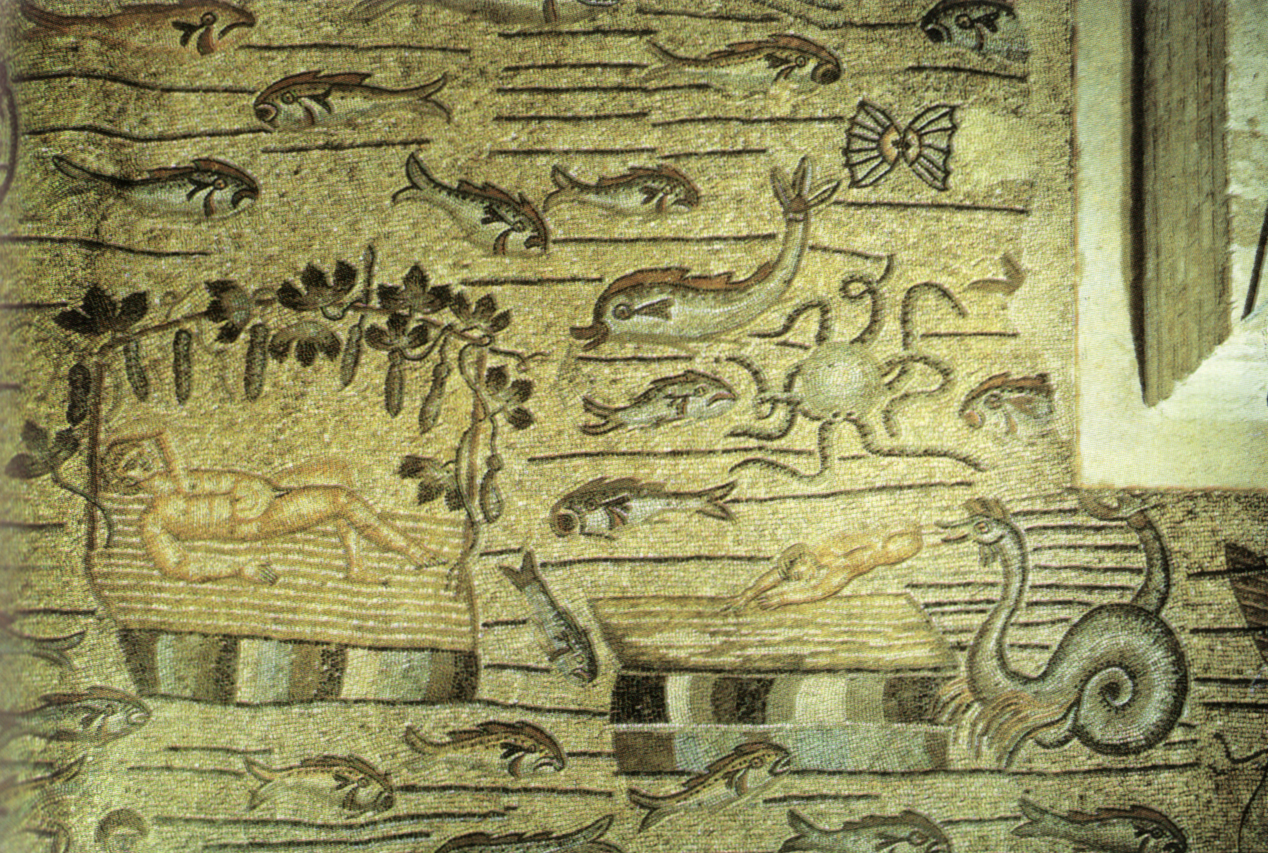
Basilique d'Aquilée, Jonas.
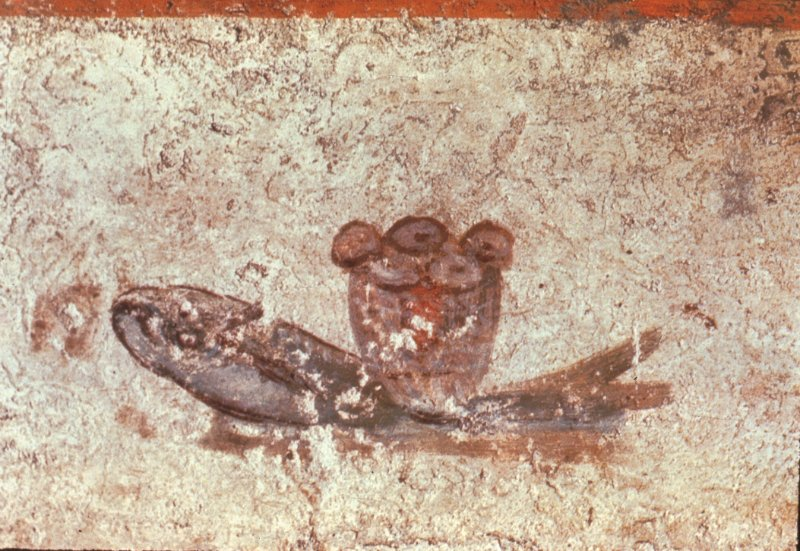
Poisson et pains, Eucharistie, catacombe de Saint-Calixte.
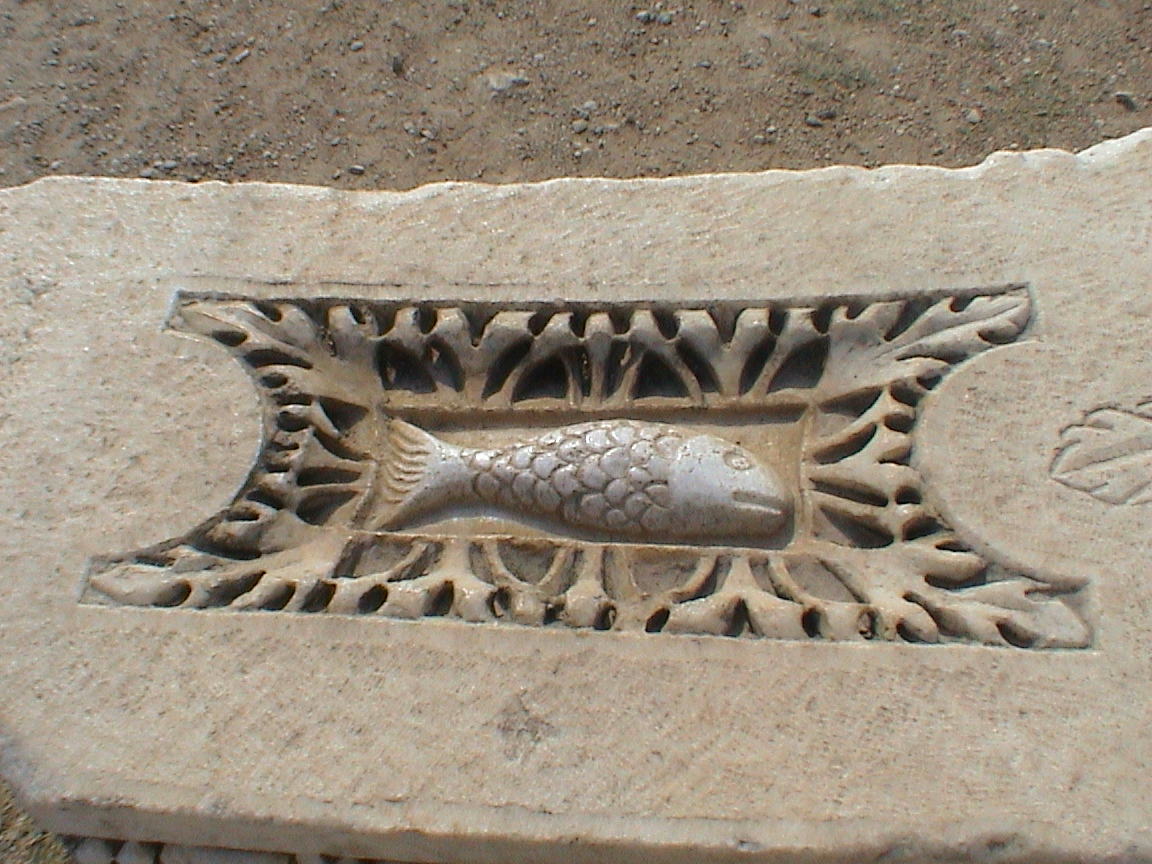
Hiérapolis.
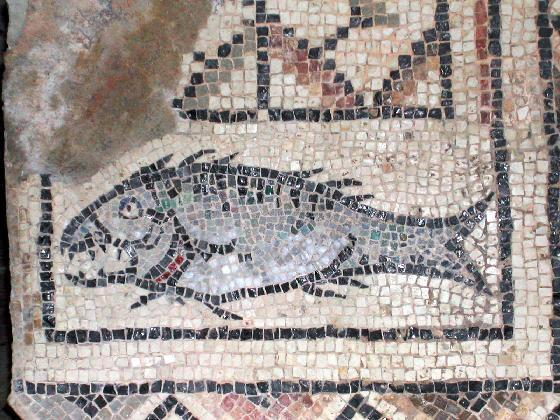
Poreč, en Croatie, basilique euphrasienne.
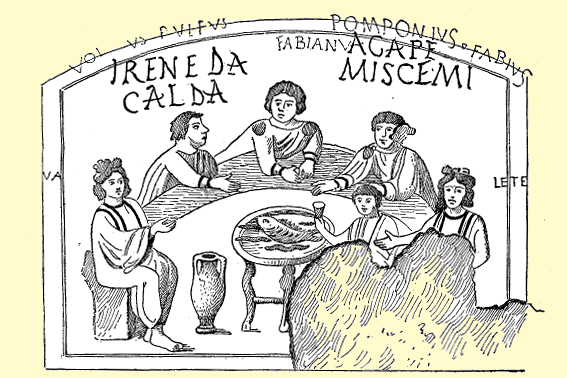
Poisson des Agapes catacombes saints Pierre et Marcellin (it).
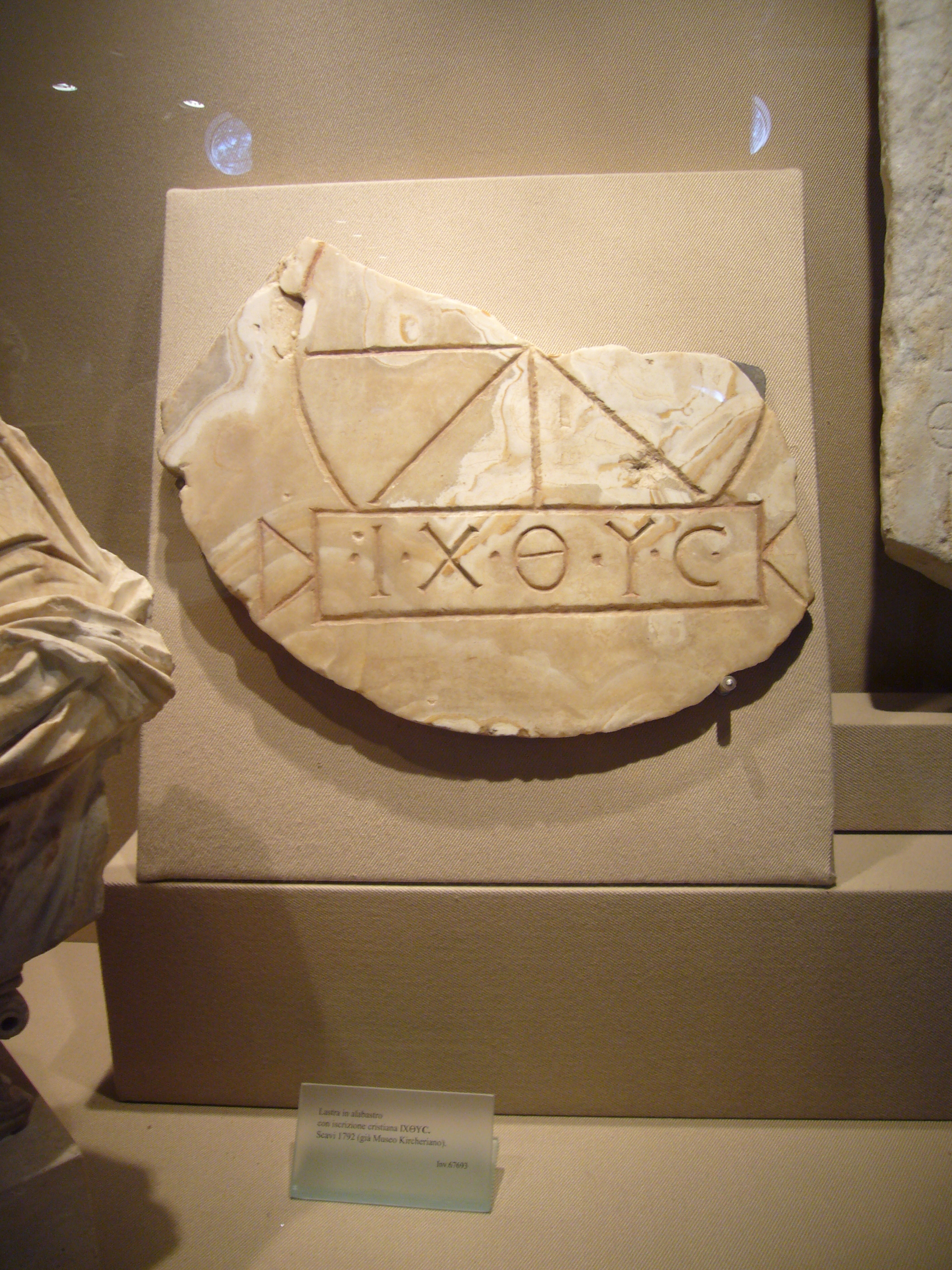
Rome, Villa dei Quintili, Antiquarium.
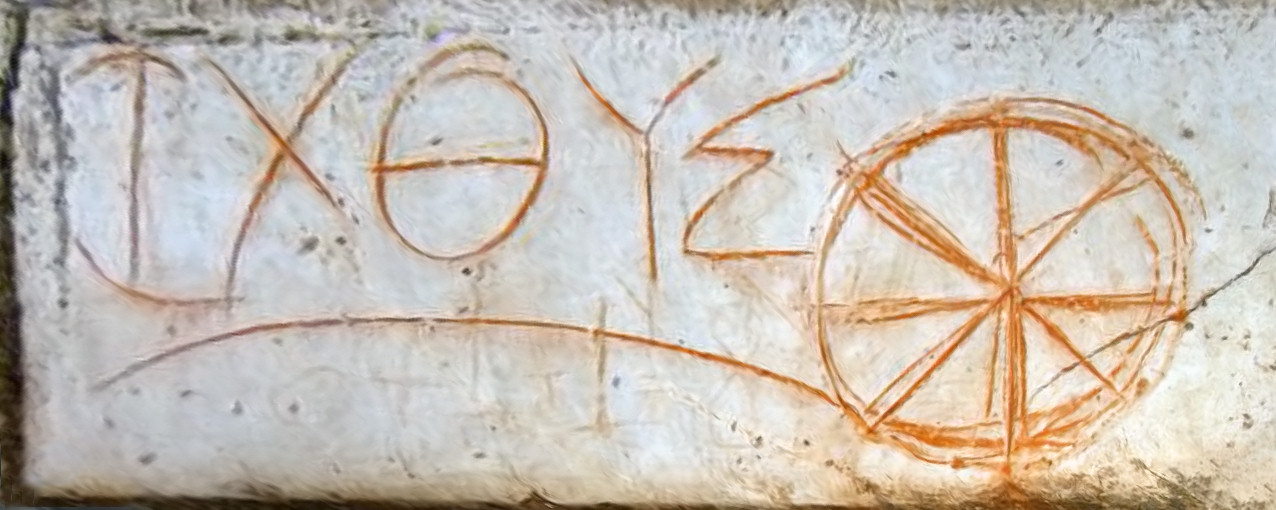
Symbole de la roue à huit rayons, créé à partir des lettres grecques ΙΧΘΥΣ, Éphèse, Turquie.
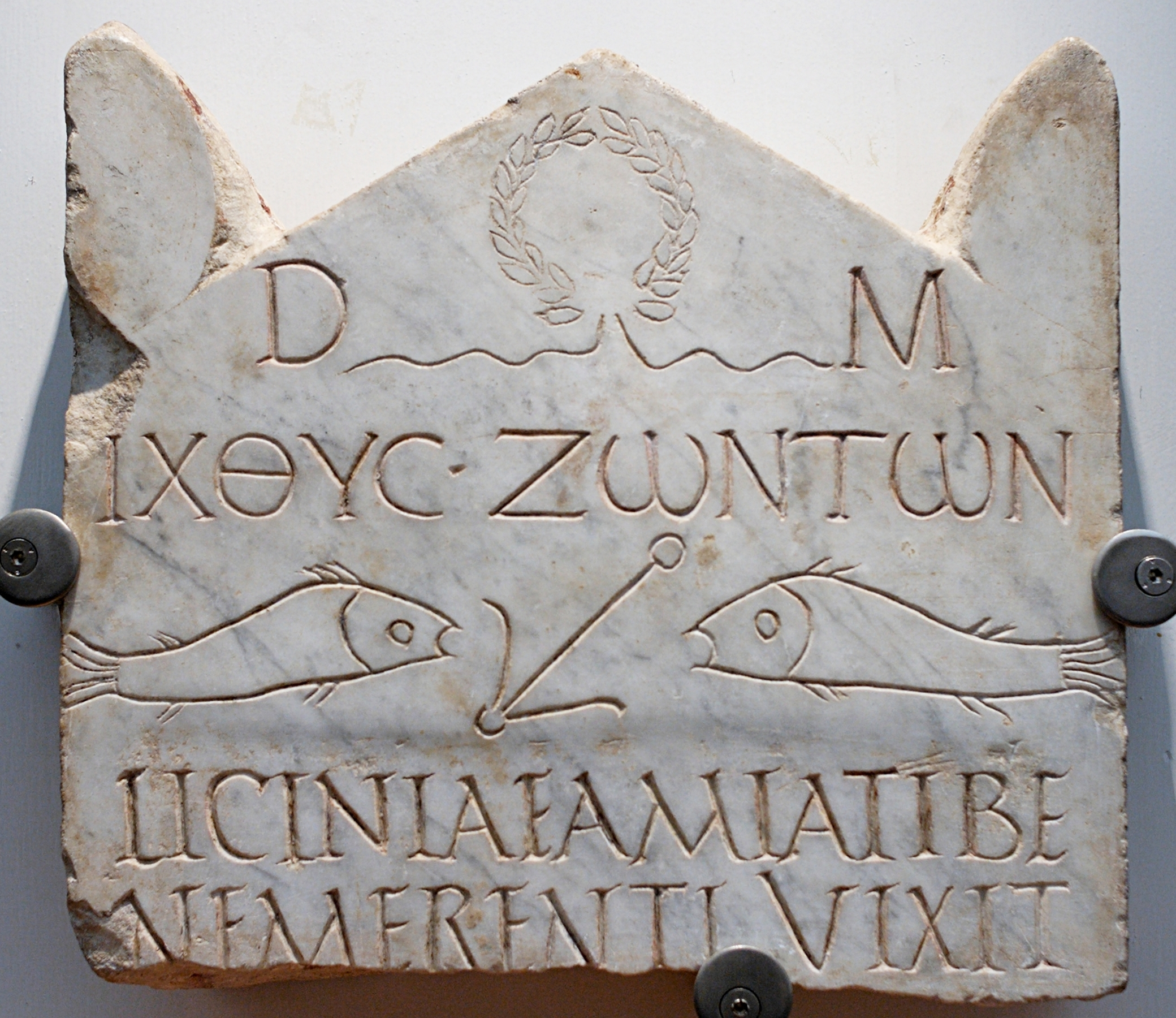
Stèle de Licinia.
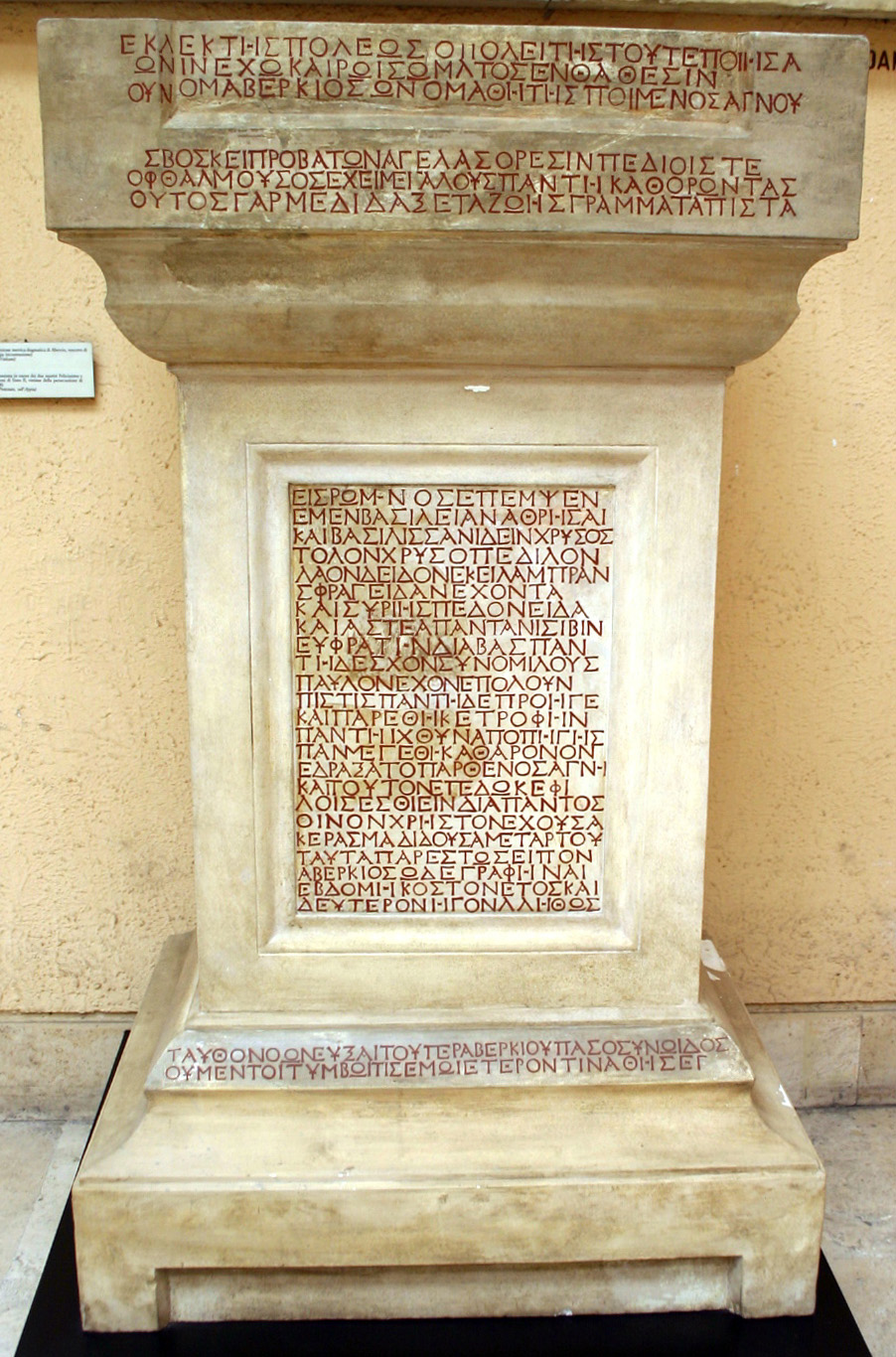
Inscription d'Abercius.
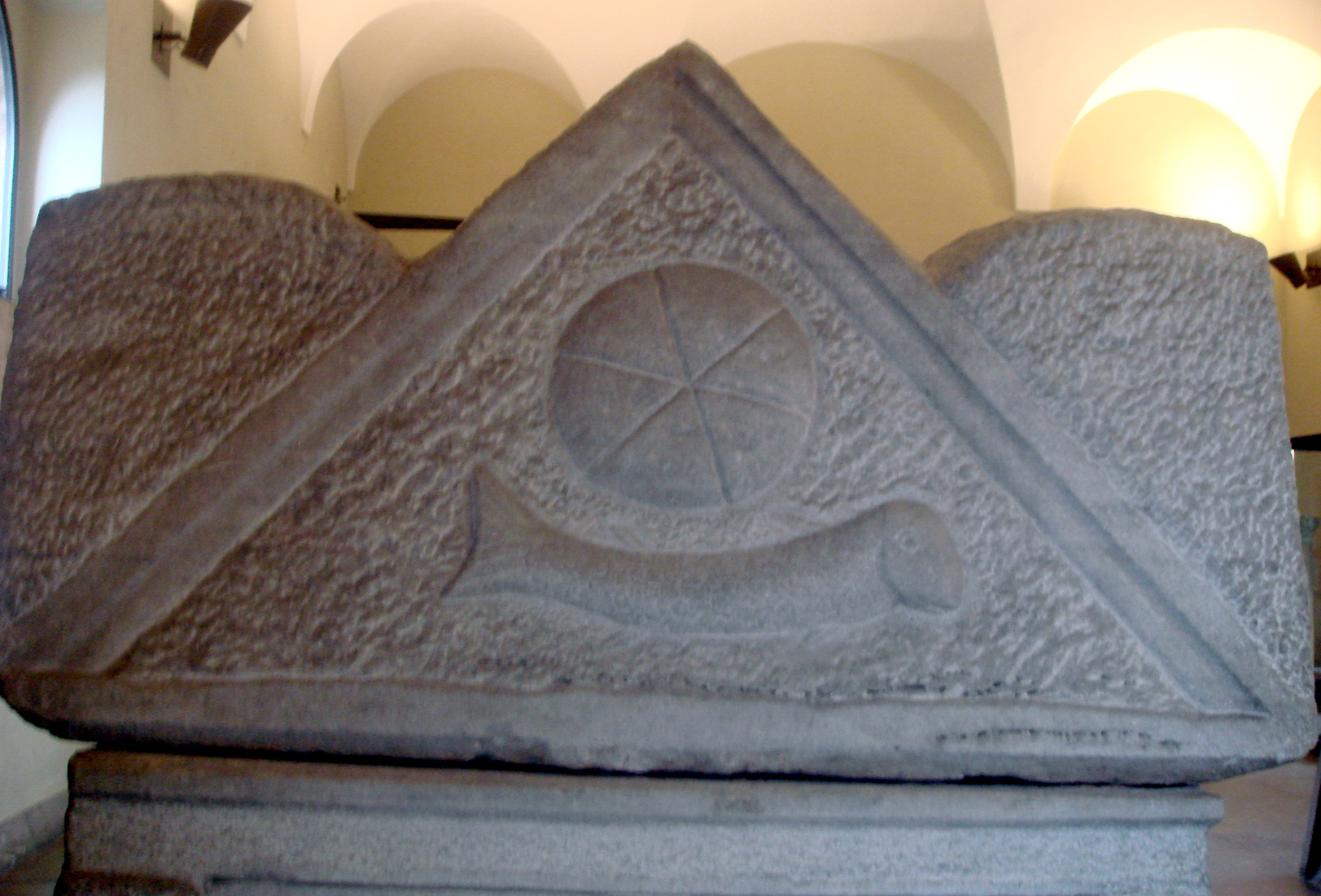
Milan, Château tardif.
symbole contemporain.

## Usages contemporains

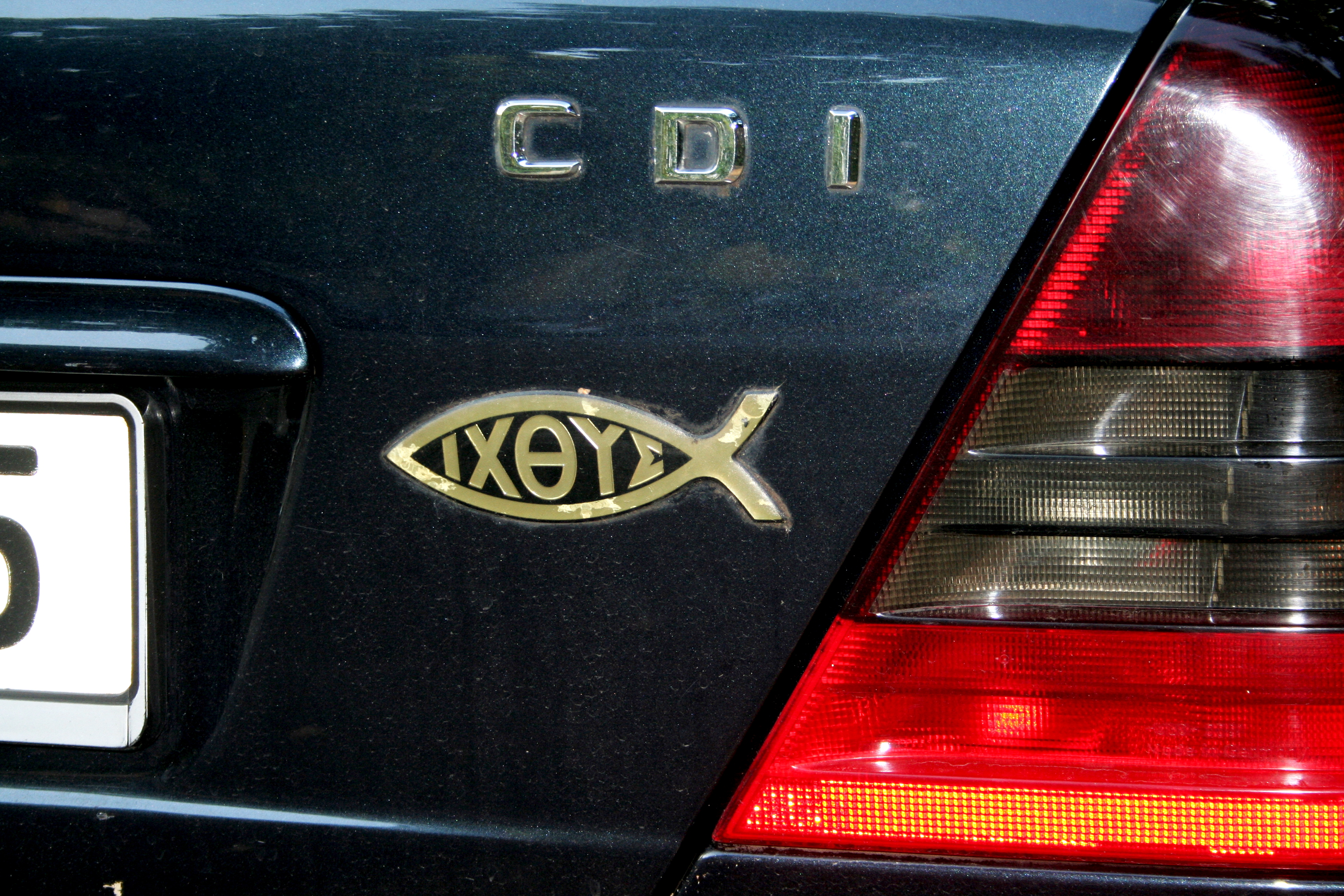
Ichthus sur une voiture.

Dans les années 1970, l’usage de l'ichthus s’est répandu aux États-Unis avec le Jesus Movement auprès des chrétiens, et spécialement chez les chrétiens évangéliques.
Ce symbole est utilisé principalement sur les pendentifs, les épingles ou sur les voitures, en signe d'appartenance à la foi chrétienne,.
On le retrouve également sur le logo de la conférence des évêques de France.